# Carnaval em Madureira
Carnaval em Madureira – en français Carnaval à Madureira – est un tableau réalisé par la peintre brésilienne Tarsila do Amaral en 1924, après qu'elle a assisté en février au carnaval de Rio aux côtés d'Oswald de Andrade et de Blaise Cendrars. De format vertical, cette huile sur toile est un paysage urbain qui représente une réplique de la tour Eiffel pendant ce carnaval à Madureira, un quartier carioca pavoisé pour l'occasion. Au pied du monument factice, érigé en hommage à Alberto Santos-Dumont, des femmes noires sont figurées avec des enfants qui tiennent un chien en laisse. Conservée au sein de la collection de la fondation José et Paulina Nemirovsky, l'œuvre est prêtée à la pinacothèque de l'État de São Paulo, à São Paulo.